# Taxeotis isomeris
Taxeotis isomeris là một loài bướm đêm trong họ Geometridae.